# 18729 Potentino
18729 Potentino là một tiểu hành tinh vành đai chính với chu kỳ quỹ đạo là 1833.6209062 ngày (5.02 năm).
Nó được phát hiện ngày 22 tháng 5 năm 1998.